# Beukenberg (België)
Beukenberg is een kunstmatig bos ten westen van het stadscentrum van de Belgische stad Tongeren. Het bos is gelegen op een Romeins aquaduct en heeft daarom ook een grote archeologische waarde. Tegenwoordig is Beukenberg een groene zone met verschillende wandelwegen.

## Romeins aquaduct
Het Romeinse aquaduct was een aarden wal met een lengte van 6 km. Deze wal diende om de stad van water te voorzien. Hoewel de Jeker langs de stad stroomde, kon men van deze rivier geen gebruik maken voor de watervoorziening. De Jeker lag in een vallei en in een moerassig gebied. Deze factoren maakten het onmogelijk om water naar de hoger gelegen stad te voeren. Om deze redenen werd ervoor gekozen om water af te leiden van de Mombeek. Tussen de bron van de Mombeek - in de buurt van Widooie - en de stad was er een hoogteverschil van 5m. Bij de eerste kilometers van het aquaduct kon men gebruikmaken van het natuurlijk verval van het landschap. Bij de laatste kilometers van het aquaduct, voor de aansluiting met de stad, moest men echter een grote aarden wal opwerpen om zo een kleine vallei te overbruggen. Op dit laatste deel van het aquaduct zijn de hoogteverschillen duidelijk merkbaar. Wat dit aquaduct extra uniek maakt, is dat het water over de scheidingslijn van het Maas- en Scheldebekken wordt gevoerd. De Mombeek behoort tot het stroomgebied van de Schelde en het centrum ligt in het stroomgebied van de Maas.

## Kasteel van Betho
Op Beukenberg ligt ook het kasteel van Betho. Dit ommuurde domein bestaat uit een kasteel, een vierkantshoeve en een vijver. De oudste delen van het domein dateren uit de 15e eeuw, de grootste delen dateren uit de 17e en 18e eeuw.